# Hands of Stone
Hands of Stone è un film del 2016 scritto e diretto da Jonathan Jakubowicz.
Il film racconta la storia vera del pugile panamense Roberto Durán, interpretato da Édgar Ramírez, e il rapporto con il suo allenatore Ray Arcel, interpretato da Robert De Niro.

## Trama
Roberto Durán debuttò come pugile professionista nel 1968, a soli 16 anni, diventando celebre con il soprannome "Manos de Piedra". Celebre la sua rivalità con pugile Sugar Ray Leonard, sconfitto nel 1980 conquistando il titolo di campione dei pesi welter. Nella rivincita del novembre dello stesso anno, match che passò alla storia come No Más Fight, Durán si ritirò quando Leonard stava dominando l'incontro. Durán si ritirò nel 2002 all'età di 50 anni.

## Distribuzione
La pellicola è stata presentata al Festival di Cannes 2016 il 16 maggio come proiezione speciale.
Il film è stato distribuito nelle sale cinematografiche statunitensi il 26 agosto 2016.